# Ali Gagarin
Ali Gagarin (àrab: حيدر حسن الصدِّيق)  (Omdurman, 1 d'abril de 1949 - El Caire, 12 de febrer de 2025), nascut Haydar Hassan Haj Al-Sidig, va ser un futbolista sudanès de la dècada de 1970. El seu sobrenom feia referència al cosmonauta rus Iuri Gagarin. Fou internacional amb la selecció de futbol del Sudan. Pel que fa a clubs, destacà a Al-Hilal Club.